# Tønsberg (schip, 2011)
De Tønsberg is een roll-on-roll-offschip en autoschip met als eigenaar Wilh. Wilhelmsen. Van 2012 tot 2015 (Höegh Target) was het schip het grootste roll-on-roll-offschip ter wereld.

## Specificaties
Het schip heeft een totale lengte van 265 meter en is 32,26 meter breed. Het heeft een diepgang van 11 meter en een doorvaarthoogte van 46 meter. Het schip heeft zes vaste dekken en drie in de hoogte verstelbare dekken (dek 4B, 6 en 8) die worden opgetild door elektrische lieren. Het hoofddek kan ladingen aan met een hoogte van maximaal 7,1 meter hoog. Het totale dekoppervlak betreft 50.335 m².
Aan de achterzijde heeft het schip een 12 meter brede uitklapbare helling om de goederen uit of in te laden.

## Geschiedenis
De Tønsberg is het vierde schip van Wilhelmsen met deze naam en is vernoemd naar de Noorse kuststad Tønsberg waar het bedrijf in 1861 werd opgericht. Het schip werd gebouwd om de 150e verjaardag van Wilh. Wilhelmsen te vieren. Het is de eerste in een reeks van vier "Mark V"-schepen en werd gebouwd in 2010-2011 door de scheepswerf van Mitsubishi Heavy Industries in Nagasaki in Japan. Het tweede schip van de klasse, de Parsifal, werd in september 2011 geleverd.